# Josef Smolík (historik)
Josef Smolík (5. listopadu 1832 Nový Bydžov – 12. září 1915 Praha) byl středoškolský profesor, matematik, numismatik a historik. Je autor několika učebnic matematiky pro střední školy, působil jako kustod numismatických sbírek Národního muzea a napsal několik statí z oboru numismatiky a archeologie. Věnoval se také historii matematiky, astronomie, popularizaci vědy.

## Životopis
Studoval na gymnáziích v Broumově a pak na Starém Městě pražském. Studia dokončil na Filozofické fakultě Univerzity Karlovy v roce 1856 zkouškou z matematiky a fyziky. První zkušební rok vyučoval na staroměstském a malostranském gymnáziu. Poté vyučoval na novoměstském gymnáziu po sedm let. V roce 1864 začal učit matematiku na vyšší reálce v Pardubicích a v roce 1871 byl povolán na vyšší reálné gymnázium na Malé Straně. Po vzniku Československé obchodní akademie v roce 1872 se tam stal pod ředitelem Emanuelem Tonnerem vyučujícím algebry, fyziky a kupeckých počtů.
Od 50. let přispíval do časopisu Živa a Památek archeologických. Vědeckého uznání se dostalo Smolíkovi již po vydání první části článku Mathematikové v Čechách od založení university Pražské až do počátku tohoto století roku 1864 v časopise Živa, kdy byl jmenován dopisujícím členem Královské české společnosti nauk. V archeologickém oboru se stal významným poté, co převzal po Kalouskovi redakci Památek archeologických v roce 1878. Roku 1891 patřil do organizačního výboru Retrospektivní výstavy v rámci Všeobecné zemské jubilejní výstavy v Praze, zpracoval také do katalogu celou numismatickou sekci. Po té vstoupil do Národního muzea. Věnoval se především historii českých mincí, ale i nálezům mohyl a dalším starožitnostem.